# Chrysopelea ornata
Chrysopelea ornata är en ormart som beskrevs av Shaw 1802. Chrysopelea ornata ingår i släktet flygormar, och familjen snokar.
Arten förekommer i södra och sydöstra Asien från Indien, Sri Lanka och Nepal samt från södra Kina till Filippinerna.

## Underarter
Arten delas in i följande underarter:
- C. o. ornata
- C. o. ornatissima
- C. o. sinhaleya